# Наша Батьківщина (партія)
Рух «Наша Батьківщина» (угор. Mi Hazánk Mozgalom) — угорська права політична партія, заснована мером Асотталома та колишнім віце-президентом партії «Йоббік» Ласло Тороцкаєм та іншими членами «Йоббік», які покинули організацію після того, як керівництво партії відійшло від радикального початку.

## Історія
14 жовтня 2018 року політики партії заявили, що партія організує молодіжне крило. 7 листопада 2018 року Ласло Тороцкаї повідомив ЗМІ, що троє колишніх політиків Jobbik Іштван Апаті, Ерік Фюльоп та Янош Волнер приєдналися до його політичної партії. Пізніше Янош Волнер покинув рух.
На початку 2019 року партія уклала союз з правою угорською партією «Справедливість і життя» та аграрною Незалежною партією дрібних власників, аграрних робітників та громадян.
У травні 2019 року було оголошено, що партія сформує Національний легіон, уніформену групу «самооборони», подібну до Magyar Gárda, воєнізованого крила Jobbik, яке було заборонено в 2009 році.
На місцевих виборах 2019 року партія отримала 8 місць у асамблеях округів.
На парламентських виборах 2022 року партія подолала 5 % бар'єр для проходження до парламенту, отримавши 6 місць і сформувавши другу за чисельністю фракцію в угорському парламенті.